# Ero canala
Ero canala là một loài nhện trong họ Mimetidae.
Loài này thuộc chi Ero. Ero canala được miêu tả năm 1990 bởi Wang.